# Marvin Hart
Marvin Hart, född 16 september 1876 i Louisville, Kentucky, USA, död 17 september 1931 i Fern Creek, Kentucky, USA, var en amerikansk boxare, världsmästare i professionell tungviktsboxning 1905-1906.

## Boxningskarriär
År 1905 besegrade Hart den framtida mästaren Jack Johnson; en seger som kvalificerade honom för en VM-match om den vakanta VM-titeln. Hart vann därpå titeln som världsmästare då han 3 juli 1905 besegrade Jack Root på knockout. Ringdomare i matchen var den förre mästaren, James J Jeffries, som samma år obesegrad hade dragit sig tillbaka.

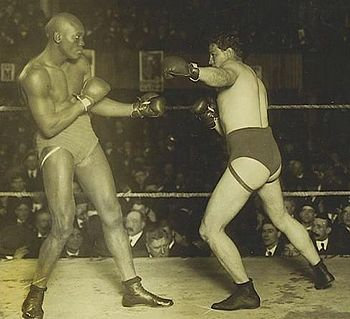
Marvin Hart till höger, i VM-kval-matchen mot Jack Johnson den 28 mars 1905.

Marvin Hart förlorade sedan titeln till Tommy Burns 23 februari 1906.
Hart dog av förstorad lever och högt blodtryck i sitt hem år 1931.

### Webbkällor
- Hart på boxrec.com